# Chiesa di Santa Rosalia (Palermo)

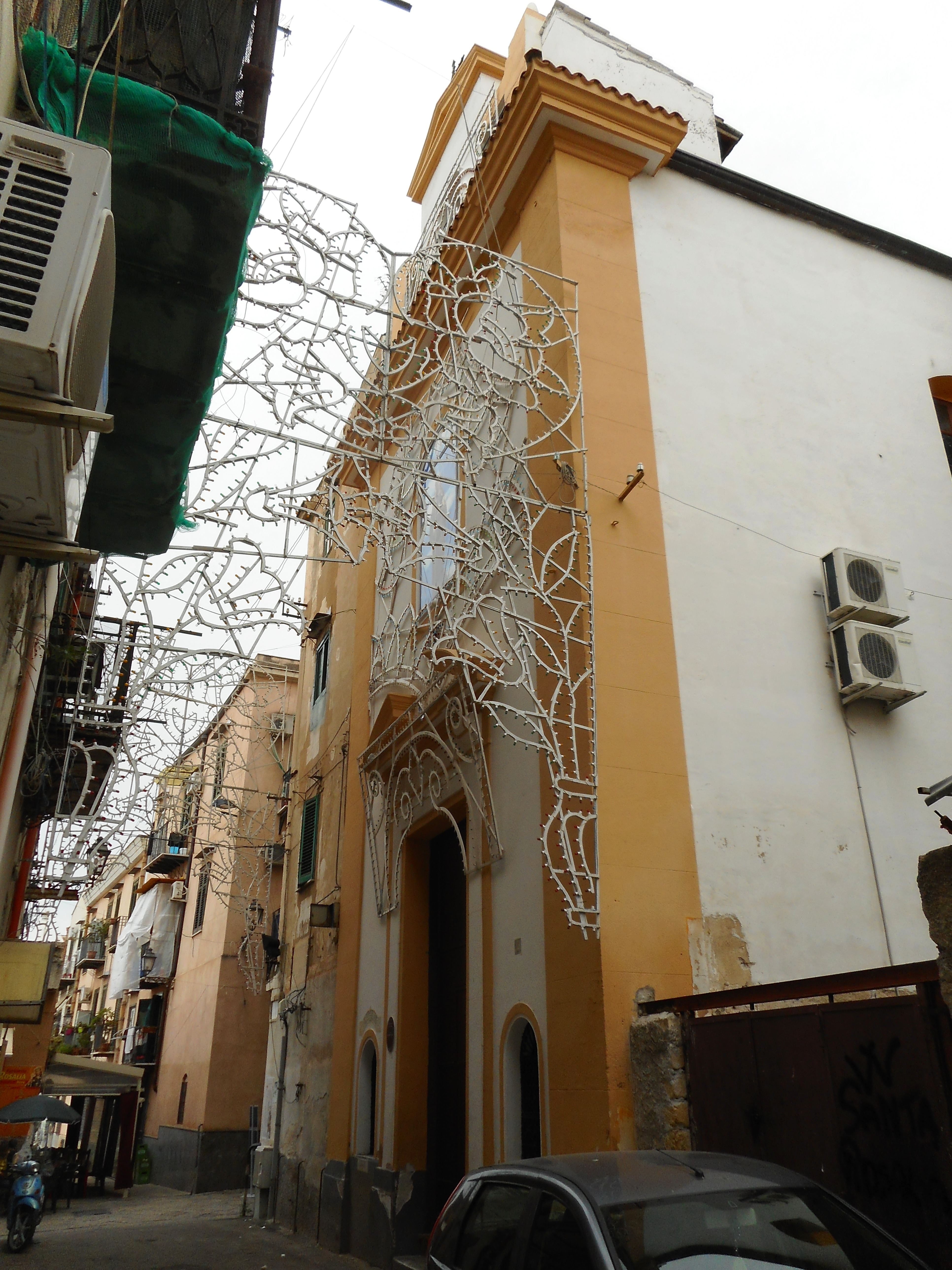
Facciata

La chiesa di Santa Rosalia e dei Santi Quattro Coronati al Capo già di Sant'Isidoro Agricola è un edificio di culto ubicato nel centro storico di Palermo nel quartiere Capo adiacente a via Cappuccinelle, via del Papireto, via Matteo Bonello e la piazza di Sant'Anna al Capo.

## Storia
- 1623, Fondazione della Compagnia dei Santi Quattro Coronati presso la chiesa di Sant'Agata alla Guilla formata dall'unione delle maestranze dei manovali e dei muratori per la costruzione di un oratorio.
- 1696, La Congregazione prende a censo un magazzino e due casette a piano terra.
- 1701 25 gennaio, La Compagnia per mancanza di fondi è costretta a cedere i terreni e i cantieri alla maestranza dei Bottari.
- 1708 26 settembre, Per gli stessi motivi la maestranza trasferisce i diritti acquisiti, con cantieri e terreni, ai Borgesi.
- 1714 6 maggio, Benedizione della chiesa da parte di don Giulio di Pasquale, l'inaugurazione avviene due settimane più tardi con grande partecipazione di popolo. La chiesa è inizialmente dedicata a Sant'Isidoro Agricola, protettore dei Borgesi. I Borgesi alienano la proprietà a donna Leonora Firreri e Serrughetti, principessa di Sant'Anna. Il nome della nobile è presente su una formella di maiolica incastonata sul lato destro del prospetto della chiesa.
- 1753 1 marzo, Proprietà dei Padri Gesuiti che cedono la chiesa alla Confraternita dei Santi Quattro Coronati.
- 1821, Scioglimento del sodalizio durante i moti liberali e rescissa con legge del 13 marzo 1822 contro le corporazioni.
- 1844, Ricostituzione e riorganizzazione della confraternita.
- 1862 e 1890, Con l'entrata in vigore di nuove leggi restrittive tutte le confraternite subiscono delle penalizzazioni, culminate con la confisca dei beni per i sodalizi con scopo di culto.
- 1905, Riapertura al culto. Solo nel 1911 avviene la totale unione fra la Compagnia dei Santi Quattro Coronati e la Confraternita di Santa Rosalia. Con la fusione i muratori si occupano dei restauri mentre gli altri confratelli concedono il denaro necessario ai lavori. Determinanti l'aiuto materiale e le indulgenze plenarie concesse dal 1884 dal cardinale Michelangelo Celesia.
- 1934, Riconoscimento della personalità giuridica. Dispute fra la società Archimede e i sorbettieri, dopo tre cause il Real Tribunale riconosce la Confraternita di Santa Rosalia legittima proprietaria della chiesa.
- 1913, I restauri alle strutture e alle decorazioni.
- 2010 - 2012, Ciclo restauri agli interni e alla facciata.

## Compagnia dei Santi Quattro Coronati
- 1623, Fondazione della Compagnia dei Santi Quattro Coronati sotto il titolo della «Santissima Annunziata» presso la cappella omonima della chiesa di Sant'Agata alla Guilla.
- 1674, Compagnia dei Santi Quattro Coronati sotto il titolo di «Santa Rosalia».

Il Senato palermitano concede il privilegio del porto e riporto dell'urna d'argento della Cattedrale in quanto erano stati proprio i componenti della maestranza a rinvenire e condurre i città le reliquie. I 32 membri percepivano un compenso di 8 tarì ciascuno, ed essi cedevano un tarì alla propria confraternita.